# (2738) Viracocha
(2738) Viracocha ist ein Asteroid des Hauptgürtels, der am 12. März 1940 von dem ungarischen Astronomen György Kulin am Konkoly-Observatorium (Sternwarten-Code 053) in Budapest entdeckt wurde.
Der Asteroid ist nach Viracocha, einem hohen Gott der Inkas, benannt.